# Koolkerke
Koolkerke é uma deelgemeente do município de Bruges, Flandres Ocidental. Em 1 de Janeiro de 2006, tinha 3.147 habitantes e 4,17 km².